# Der Phantastische Paul
Der Phantastische Paul (Originaltitel: Justin Time) ist eine kanadische Animationsserie, die seit 2011 produziert wird.

## Handlung
Gemeinsam mit Olivia und Knautschi stellt sich der Junge Paul (im englischen Original Justin) unterschiedlichen Problemen und Aufgaben und findet Lösungen für diese. Dabei reist er in ferne Länder und Zeitepochen, wo er viele unterschiedliche Abenteuer erlebt.

## Produktion und Veröffentlichung
Die Serie wird seit 2011 in Kanada produziert. Regie führte Harold Harris. Am Drehbuch schreiben Rob Diamond und Troy Hinckley. Zuständige Produktionsfirmen sind Bell Broadcast, Guru Development, New Media Fund und das Guru Animation Studio. Die Musik stammt von Sam Cardon und Asher Lenz.
Erstmals wurde die Serie am 14. November 2011 auf dem amerikanischen Disney Junior ausgestrahlt. Die deutsche Erstausstrahlung fand am 11. Februar 2013 auf Super RTL statt. Weitere Ausstrahlungen erfolgten ebenfalls auf Toggo plus und deutschsprachigen Disney Channel und Disney Junior.

## Episodenliste

### Staffel 1
| Folgen-Nr. | Staffel-Nr. | deutscher Titel                    | englischer Titel            | Erstausstrahlung  |
| 1          | 01          | Der mutige Ritter Paul             | Brave Sir Justin            | 14. November 2011 |
| 2          | 02          | Die verlorene Maske                | The Missing Mask            | 15. November 2011 |
| 3          | 03          | Die Gummiteigbällchen              | The Rubbery Dumplings       | 16. November 2011 |
| 4          | 04          | Das super große Buch der Haustiere | The Very Large Book Of Pets | 17. November 2011 |
| 5          | 05          | Im Wilden Westen                   | Hootenanny Hoedown          | 18. November 2011 |
| 6          | 06          | Auf Hühnerjagd                     | Follow Those Chickens!      | 21. November 2011 |
| 7          | 07          | Das Wikinger-Abenteuer             | It’s A Viking Thing         | 22. November 2011 |
| 8          | 08          | Die chinesische Mauer              | The Great Wall              | 23. November 2011 |
| 9          | 09          | Probier mal was Neues!             | Marcello’s Meatballs        | 24. November 2011 |
| 10         | 10          | Der kleine Pinguin                 | Wait, Little Penguin!       | 25. November 2011 |
| 11         | 11          | Das römische Wagenrennen           | Roman Racers                | 28. November 2011 |
| 12         | 12          | Das große Pferderennen             | Giddy Up, Wrong Way!        | 29. November 2011 |
| 13         | 13          | Immer wieder Geburtstag            | The Sultan’s Wish           | 30. November 2011 |
| 14         | 14          | Pauls kleiner Zoo                  | Show And Tell               | 1. Dezember 2011  |
| 15         | 15          | Aufräumen unter Wasser             | Big Sub Hubbub              | 2. Dezember 2011  |
| 16         | 16          | Die geheime Überraschung           | Secret Surprise             | 5. Dezember 2011  |
| 17         | 17          | Das kleine Missgeschick            | A Mammoth Mistake           | 6. Dezember 2011  |
| 18         | 18          | Die Fata Morgana                   | Where’s The Oasis?          | 7. Dezember 2011  |
| 19         | 19          | Die Sterngucker                    | The Big Stone Circle        | 8. Dezember 2011  |
| 20         | 20          | Cleopatras Katze                   | Cleopatra’s Cat             | 9. Dezember 2011  |
| 21         | 21          | Das Pfannkuchen-Festival           | The Pancake Express         | 12. Dezember 2011 |
| 22         | 22          | Wellenreiten auf Hawaii            | Wikiwiki Wipeout            | 13. Dezember 2011 |
| 23         | 23          | Über den Dächern von Paris         | Up, Up And Away!            | 14. Dezember 2011 |
| 24         | 24          | Der Jodel-Di-Tag                   | Yodel Odel Day              | 15. Dezember 2011 |
| 25         | 25          | Mission Weltraum                   | Blast Off!                  | 16. Dezember 2011 |
| 26         | 26          | Piraten an Bord!                   | You Forgot To Say Arrgh!    | 5. Februar 2012   |

### Staffel 2
| Folgen-Nr. | Staffel-Nr. | deutscher Titel                     | englischer Titel           | Erstausstrahlung  |
| 27         | 01          | Paul baut einen Wolkenkratzer       | Tower Of Justin            | 5. November 2012  |
| 28         | 02          | Die hängenden Gärten von Babylon    | The Thirsty Garden         | 5. November 2012  |
| 29         | 03          | Der Tower von London                | Mystery Of The Missing Hat | 6. November 2012  |
| 30         | 04          | Das große Spiel der Mayas           | Go, Team, Go!              | 7. November 2012  |
| 31         | 05          | Das Schattentheater                 | Monkey Shadows             | 8. November 2012  |
| 32         | 06          | Die Jagd nach dem goldenen Garn     | The Golden Yarn            | 9. November 2012  |
| 33         | 07          | In den Sümpfen von Louisiana        | Jumbo Loves Gumbo          | 12. November 2012 |
| 34         | 08          | Die französischen Törtchen          | Too Many Cupcakes!         | 13. November 2012 |
| 35         | 09          | Mini-Golf mit einem Dino            | Dino Putt                  | 14. November 2012 |
| 36         | 10          | Festgefroren in der Arktis          | The Northwest Shortcut     | 15. November 2012 |
| 37         | 11          | Die Goldsucher von Yukon            | Yukon Dawn                 | 16. November 2012 |
| 38         | 12          | Der chinesische Löwentanz           | Lion Dance                 | 19. November 2012 |
| 39         | 13          | Paul, der Rennfahrer                | Pit Crew Hullabaloo        | 20. November 2012 |
| 40         | 14          | Mit dem Hundeschlitten durch Alaska | Atuk’s Inukshuk            | 12. März 2013     |
| 41         | 15          | Der Tulpenwettbewerb                | Tulip Trouble              | 13. März 2013     |
| 42         | 16          | Auf den Spuren der Indianer         | The Sharing Box            | 18. März 2013     |
| 43         | 17          | Lieferung ins Baumhaus              | A Tree House Tale          | 18. März 2013     |
| 44         | 18          | Feuerwehrmann Paul                  | To The Rescue!             | 19. März 2013     |
| 45         | 19          | Rettung aus dem Nebel               | The Big Toot               | 20. März 2013     |
| 46         | 20          | Olivia, die Perlenhändlerin         | Made In The Trade          | 21. März 2013     |
| 47         | 21          | Giraffen-Rettung in Kenia           | Jungle Jam                 | 22. März 2013     |
| 48         | 22          | Zirkusartisten in Moskau            | Circus Spectacular         | 25. März 2013     |
| 49         | 23          | Flamenco, olé!                      | Olé Olé!                   | 26. März 2013     |
| 50         | 24          | Gretel von der Zugspitze            | Go Get Gretel              | 27. März 2013     |
| 51         | 25          | Auf der Suche nach Prinzessin Fifi  | Finding Fifi               | 28. März 2013     |
| 52         | 26          | Kanufahrt in Kanada                 | Voyage Of The Voyageurs    | 29. März 2013     |

### Staffel 3
| Folgen-Nr. | Part | Staffel-Nr. | deutscher Titel                       | englischer Titel            |
| 53         | a    | 01          | Sammy the Kid                         | Sammy The Kid               |
| 53         | b    | 01          | Mond-Sprung                           | Moon Jump                   |
| 54         | a    | 02          | Super-Speed Jet                       | Super Speed Jet             |
| 54         | b    | 02          | Die unheimlichen Kreaturen des Grafen | The Count’s Creepy Critters |
| 55         | a    | 03          | Eisige Helikopter-Rettung             | Chilly Copter Ride          |
| 55         | b    | 03          | Haggis Hau-Ruck                       | Haggis Heave Ho             |
| 56         | a    | 04          | Hübsche Farben für Preeti             | Clash Of Colors             |
| 56         | b    | 04          | Tiefsee-Tauchgang                     | The Deepest Dive            |
| 57         |      | 05          | Babushkas Bär                         | Babushka’s Bear             |
| 58         | a    | 06          | Wettrennen zum Bronze-Widder          | Race To The Bronze Ram      |
| 58         | b    | 06          | Kuchen-Verlust auf Abwegen            | Shortcut Cake Drop          |
| 59         | a    | 07          | Das mächtige Rentier                  | The Mightiest Reindeer      |
| 59         | b    | 07          | Der tollpatschige Ritter              | The Bumbling Knight         |
| 60         | a    | 08          | Der Haka-Tanz                         | Let’s Haka Dance!           |
| 60         | b    | 08          | Große Trommel-Jam-Session             | Big Drum Jam                |
| 61         | a    | 09          | Ski-Schanzen Super-Sprung             | Sky High Ski Jump           |
| 61         | b    | 09          | Vertrackte Zugfahrt                   | Tricky Train Trek           |
| 62         | a    | 10          | Der Chasqui-Lauf                      | Chasqui Chase               |
| 62         | b    | 10          | Delphin Dilemma                       | Dolphin’s Dilemma           |
| 63         | a    | 11          | Wer hat meinen Kater gestohlen?       | Who Stole My Cat?           |
| 63         | b    | 11          | Die Pinata Party                      | Pinata Smash Party          |
| 64         | a    | 12          | Das Wasserpistolen-Duell              | Soggy Soaker Showdown       |
| 64         | b    | 12          | Die große Dino-Ausgrabung             | Big Big Dino Dig            |
| 65         |      | 13          | Kuckucks-Chaos                        | Cuckoo Chaos                |